# Paycom Center
El Paycom Center, conocido anteriormente como Ford Center, Oklahoma City Arena y Chesapeake Energy Arena desde 2011 a 2021, es un pabellón localizado en el centro de Oklahoma City, Oklahoma. Tras tres años de construcción, abrió sus puertas el 8 de junio de 2002. Es la sede de los Oklahoma City Thunder de la NBA.
Destacan sus 3380 asientos de club, siete suites de partido y 49 suites privadas. El Ford Center es propiedad de la ciudad. Este pabellón es el primer proyecto del proyecto de un programa de la ciudad para mejorar las instalaciones deportivas, de ocio y culturales con impuesto sobre la venta del 1 %.
Arquitectónicamente, el Ford Center comparte semejanza con su pabellón hermanado el Ford Field, situado en el centro de Detroit y que en febrero de 2006 albergó la Super Bowl XL y la WrestleMania 23 el 1 de abril de 2007. 
El Ford Center sirvió como hogar para New Orleans/Oklahoma City Hornets en las temporadas 2005-06 (promedio de 18 716 espectadores en 36 partidos) y 2006-07 (17 951 en 35 partidos). De manera permanente lo es también de Oklahoma City Blazers de la Central Hockey League y de Oklahoma City Yard Dawgz de la af2, aunque estos ocasionalmente juegan en el Cox Convention Center cuando el Ford Center no está disponible. Este pabellón es usado también para conciertos, espectáculos de lucha libre profesional y giras. En 2007, el torneo masculino de baloncesto de la Big 12 Conference fue disputado por primera vez en el Ford Center.
Ya que los Hornets ejercieron la opción de jugar sus partidos en casa aquí en la temporada 2006-07, el Ford Center recibió 200 000 dólares como parte del contrato de arrendamiento.

## Capacidad
| Años          | Capacidad |
| ------------- | --------- |
| 2002–2006     | 19 163    |
| 2006–2008     | 19 164    |
| 2008–2009     | 19 136    |
| 2009–presente | 18 203    |

## Galería

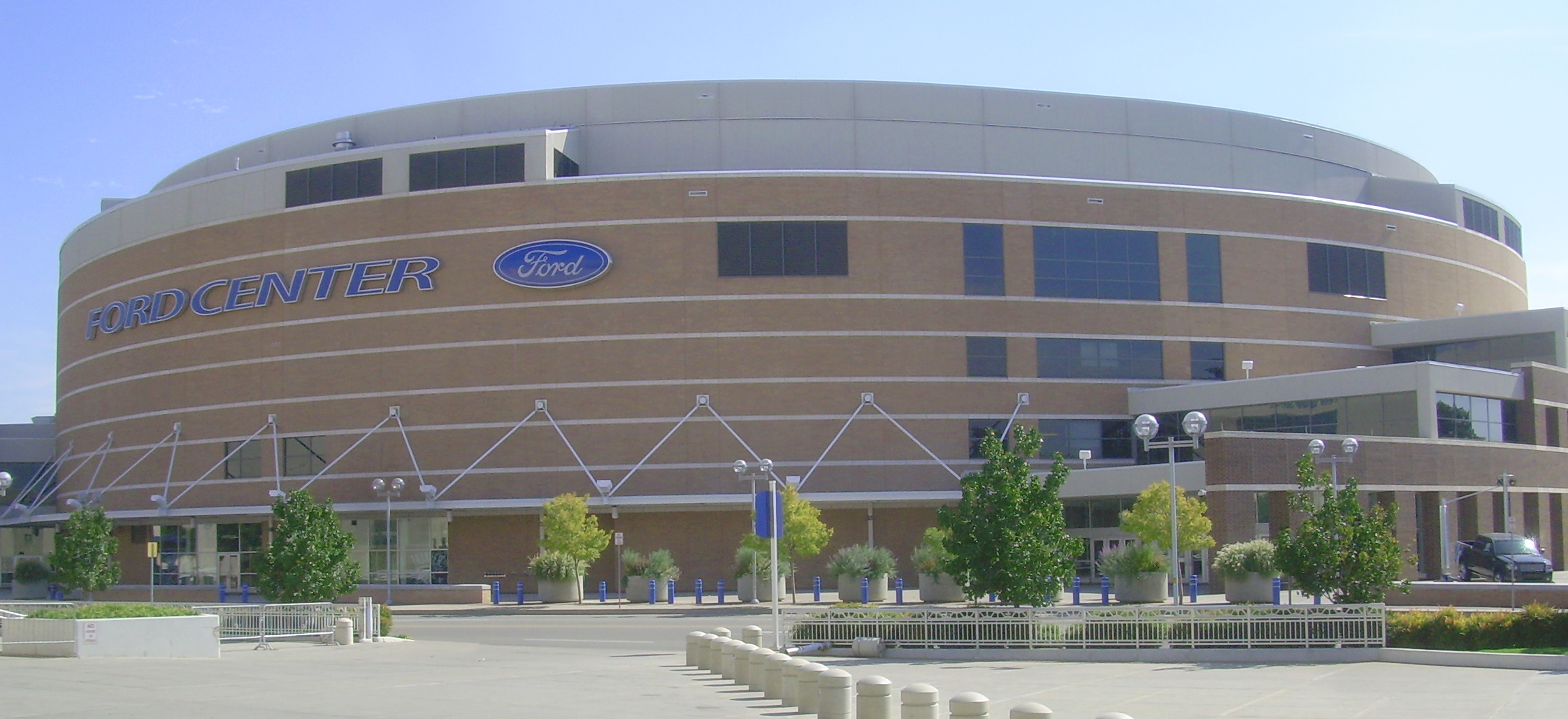
Exterior
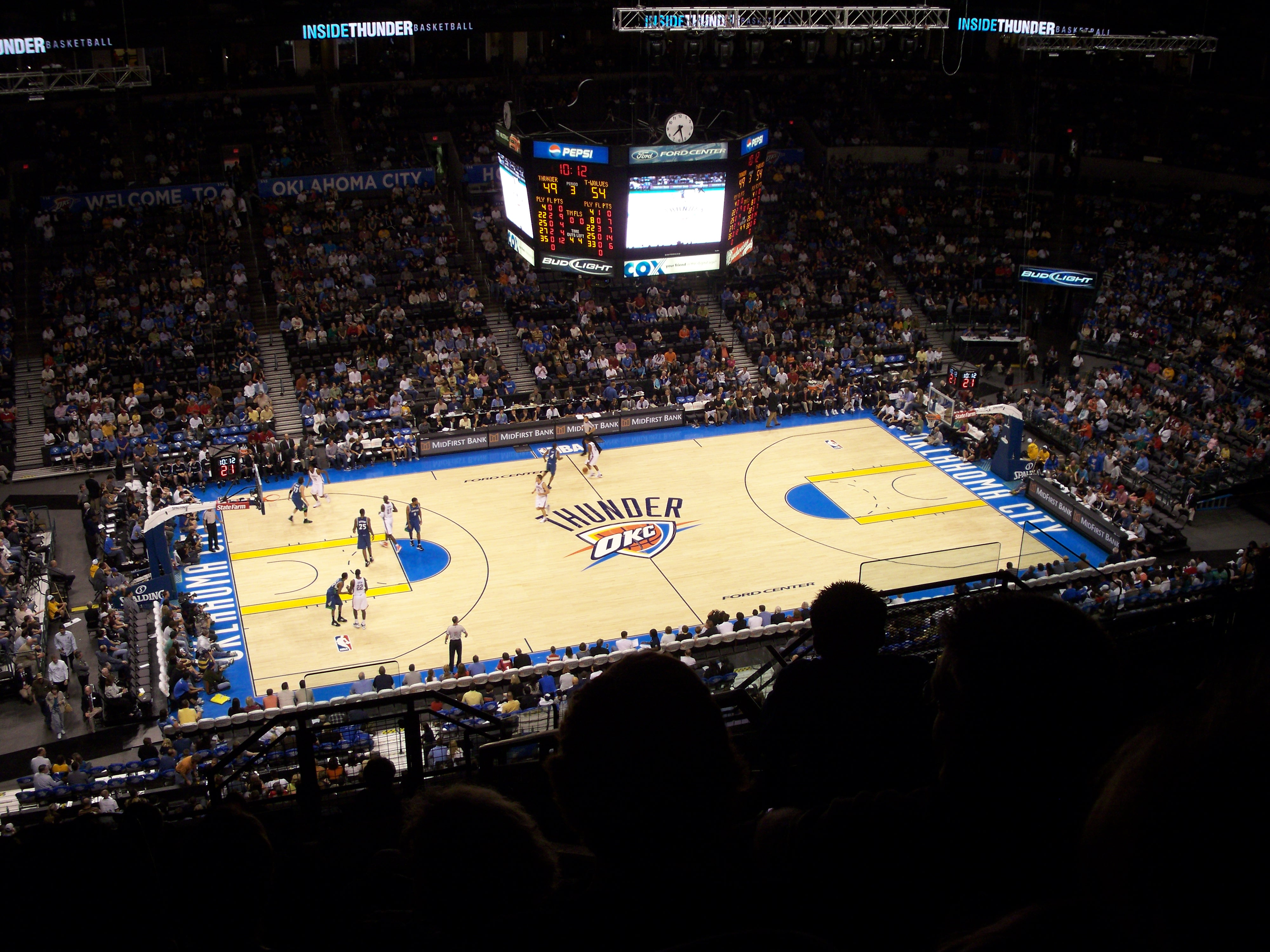
Interior
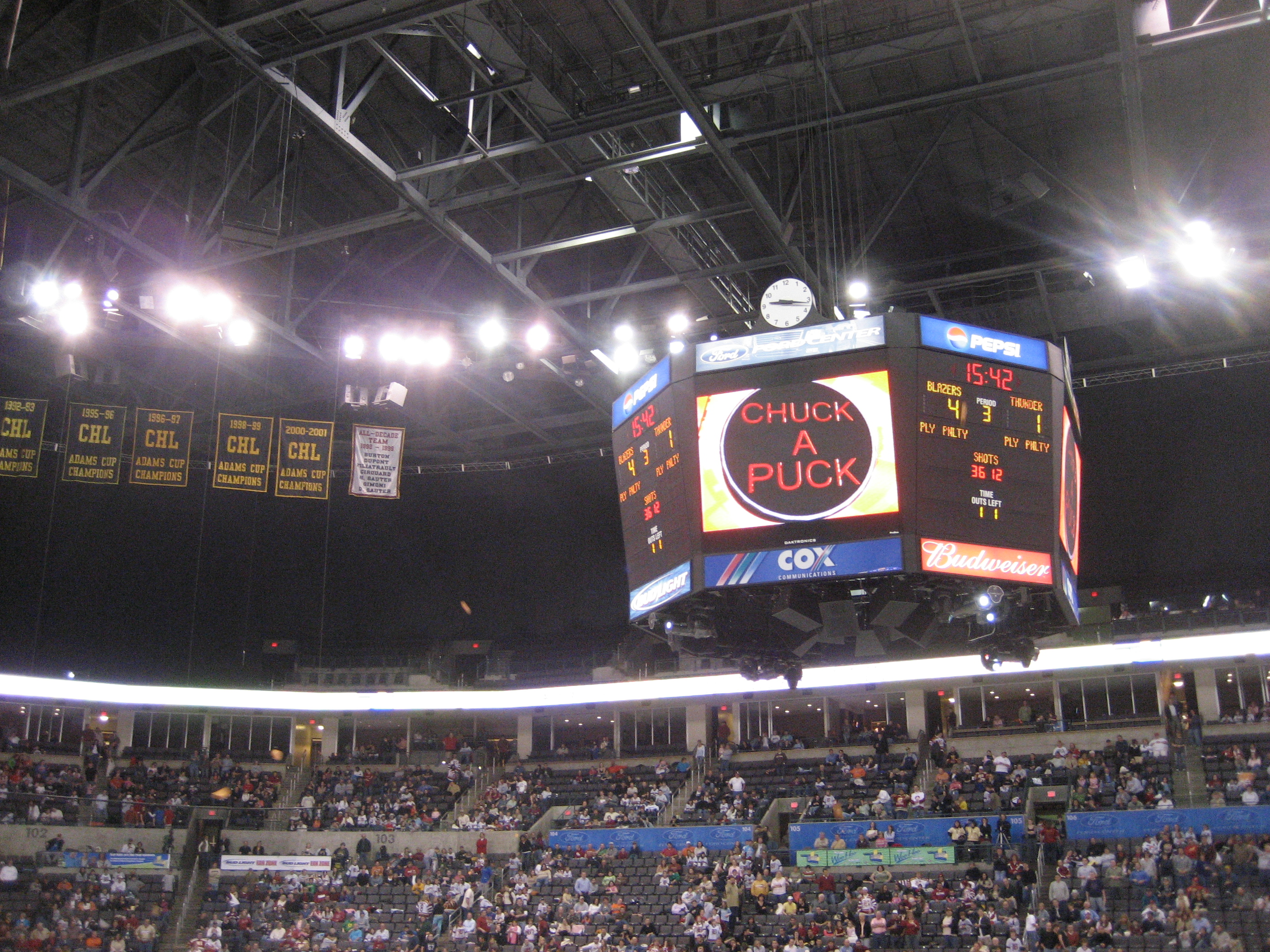
Videomarcador